# 小行星115561
小行星115561（115561 Frankherbert）是一颗绕太阳运转的小行星，为主小行星带小行星。该小行星于2003年10月发现。
該小行星以美國科幻小說作家法蘭克·赫伯特命名。

## 轨道参数
小行星115561的轨道半长轴为453 816 462 km（3.0335325 UA），离心率为0.102。